# Шестов Лев Ісаакович
Лев Ісаакович Шестов (справжнє ім'я — Ієгуда Лейб Шварцман; 31 січня (12 лютого) 1866, Київ — 19 листопада 1938, Париж) — філософ-екзистенціаліст.

## Біографія
Батько — багатий фабрикант. Навчався у Московському університеті спочатку на фізико-математичному, а потім на юридичному факультеті. Декілька років жив у Києві, де продовжував справу батька. Одночасно займався літературою та філософією. 1895 року Шестов тяжко захворів (нервовий розлад).
У Римі Шестов одружився з православною російською дівчиною Анною Березовською. 1898 року вийшла його перша книга «Шекспір та його критик Брандес». Відома праця Шестова — «Апофеоз беспочвенности (опыт адогматического мышления)». 1920 року Лев Шестов покинув Росію й поїхав до Франції, де прожив до своєї смерті.